# Rainer Daehnhardt
Rainer Daehnhardt (* 7. Dezember 1941 in Wien) ist ein deutsch-portugiesischer Historiker, Waffensammler und Sachbuchautor.

## Leben

### Herkunft, Jugend und Bildung
Einige seiner Vorfahren kamen bereits im Jahr 1706 nach Portugal. Seine Großmutter Annemarie geb. Wimmer entstammte einer Linie aus Sankt Annaberg in Niederschlesien und wurde im Jahr 1889 in Belas geboren. Der Großvater Heinrich Daehnhardt (1876–1944) wurde in Lissabon geboren, war Berufsdiplomat und wurde während des Ersten Weltkriegs bei der Schlacht um Verdun schwer verletzt. Sein Vater Claus-Heinrich Daehnhardt (1913–1997) wurde in der deutschen Botschaft in Konstantinopel geboren, im Zweiten Weltkrieg als Auslandsdeutscher zum Wehrdienst eingezogen, kämpfte am Kaukasus und kam in sowjetische Kriegsgefangenschaft. Es gelang ihm zu fliehen, er meldete sich zum Dienst, wurde an die Westfront abkommandiert und kam in Frankreich in amerikanische Kriegsgefangenschaft.
Rainer Daehnhard kam mit der Mutter aus Wien zuerst nach Sachsen, dann nach Hessen und besuchte bis 20. März 1953 die Annie-Hamann-Schule in Frankfurt am Main. Nach dem Jahr 1957 wanderte die Familie nach Belas aus. Er studierte in Deutschland und Portugal und schrieb die Abschlussarbeit Die Untersuchung der Entwicklung des Menschen durch die Waffe und ihre Nutzung (Estudo da evolução do Homen atraves da arma e suza utilização).

### Wirken
Rainer Daehnhard ist Präsident der Portugiesischen Gesellschaft für Antike Waffen (Sociedade Portuguesa de Armas Antigas) und nimmt an internationalen Kongressen teil. Er ist Ehrenmitglied der American Society of Arms Collectors (A.S.A.C.), Mitglied der Arms & Armour Society in London und der Gesellschaft für Historische Waffen- und Kostümkunde in Berlin. In seiner Sammlung befinden sich etwa 500.000 historische Handwaffen, Pferdegeschirr, Rüstungen, nautische Instrumente, Seekarten, Münzen, Manuskripte etc. Er schrieb Bücher u. a. über den König Sebastian, Entdecker, Segler und Vizekönig Indiens Vasco da Gama, den Segler und Entdecker der Magellanstraße Ferdinand Magellan, der die erste Weltumseglung begann, den Tempelorden, die Wilhelm Gustloff und die portugiesische Pferderasse Lusitano.

## Schriften (Auswahl)
- Coleccionar armas antigas. Band 1. s. n., Lisboa 1970.
- als Herausgeber mit W. Keith Neal: César Fiosconi (d. i. José Francisco Rodrigues), Jordan Guserio (d. i. João Rodrigues): Espingarda perfeyta or the perfect gun. Sotheby Parke Bernet u. a., London u. a. 1974, ISBN 0-85667-014-6.
- Lusitanos. Quem somos? Catálogo da exposição histórica realizada no Amoreiros Shopping Center de Lisboa pela Sociedade Portuguesa de Armas Antigas. Sociedade Portugesa de Armas Antiguas, Lissabon 1987.
- Alguns Segredos da História Luso-Alemã. = Einige Geheimnisse der Deutsch-Portugiesischen Geschichte. Pesquisa Histórica, Lissabon 1990.
- A Missão Templária nos Descobrimentos. Edições Nova Acrópole, Lissabon 1991, ISBN 972-9026-12-2.
- Páginas secretas da história de Portugal. 2 Bände. Edições Nova Acrópole, Lissabon 1993–1994, ISBN 972-9026-36-X (Bd. 1), ISBN 972-9026-43-2 (Bd. 2).
- Espingarda feiticeira. A introdução da arma de fogo pelos portugueses no Extremo Oriente. = The bewitched gun. The introduction of the firearm in the Far East by the Portuguese. Texto Editores, Porto 1994, ISBN 972-47-0373-8.
- Potes de especiarias nas Naus das carreiras das Índias do séc. XV ao séc. XVIII. Grupo de Amigos do Museu de Marinha, Lissabon 1997.
- Segredos da história luso-alemã. = Geheimnisse der deutsch-portugiesischen Geschichte. Publicações Quipu, Lissabon 1998, ISBN 972-8408-07-2.
- Acerca da Viagem de Vasco da Gama. Publicações Quipu, Lissabon 1998, ISBN 972-8408-04-8.
- Acerca das armaduras de D. Sebastião. Publicações Quipu, Lissabon 1998, ISBN 972-8408-03-X.
- Dos Açores à Antárctida. Um dos grandes segredos do séc. XX. Publicações Quipu, Lissabon 1998, ISBN 972-8408-08-0.
- Mulheres de Armas e Coragem. Publicações Quipu, Lissabon 1999, ISBN 972-8408-12-9.
- Portugal e a Europa. Traídos e burlados. Publicações Quipu, Lissabon 1999, ISBN 972-8408-13-7.
- mit Heinz Schön: Do céu ao inferno. Do Funchal ao Báltico, o maior desastre naval da história. = From heaven to hell. From the Island of Madeira to the Baltic, the biggest ever naval disaster. Publicações Quipu, Parede 2000, ISBN 972-8408-18-8.
- Nascimento, morte e renascimento do hini alemão. = Geburt, Tod und Auferstehung des Deutschlandliedes. Eine Dokumentensammlung. Publicações Quipu, Parede 2003, ISBN 972-8408-50-1.
- Mir reicht’s. Untersuchung der auf dem Personalausweis verwendeten Symbolik. Pesquisa Histórica, Lisboa 2004. (GND)
- Portugal Cristianíssimo. Zéfiro, Corroios 2005, ISBN 972-8958-01-3.
- mit George Collingridge und Richard H. Major: Segredos da Descoberta da Austrália pelos Portugueses. Zéfiro, Sintra 2009, ISBN 978-989-677-008-2.
- O Enigma Fernão de Magalhães. (Com textos de Latino Coelho e Caetano Alberto). Apeiron Edições, s. l. 2010, ISBN 978-989-8447-03-6.